# Віттен (Нідерланди)
Віттен (нід. Witten) — селище в нідерландській провінції Дренте. Входить до муніципалітету Ассен.
Його площа становить 17,01 км², а населення станом на 2021 рік складало 190 осіб.
Перша згадка про населений пункт датується 1294 роком.

## Галерея

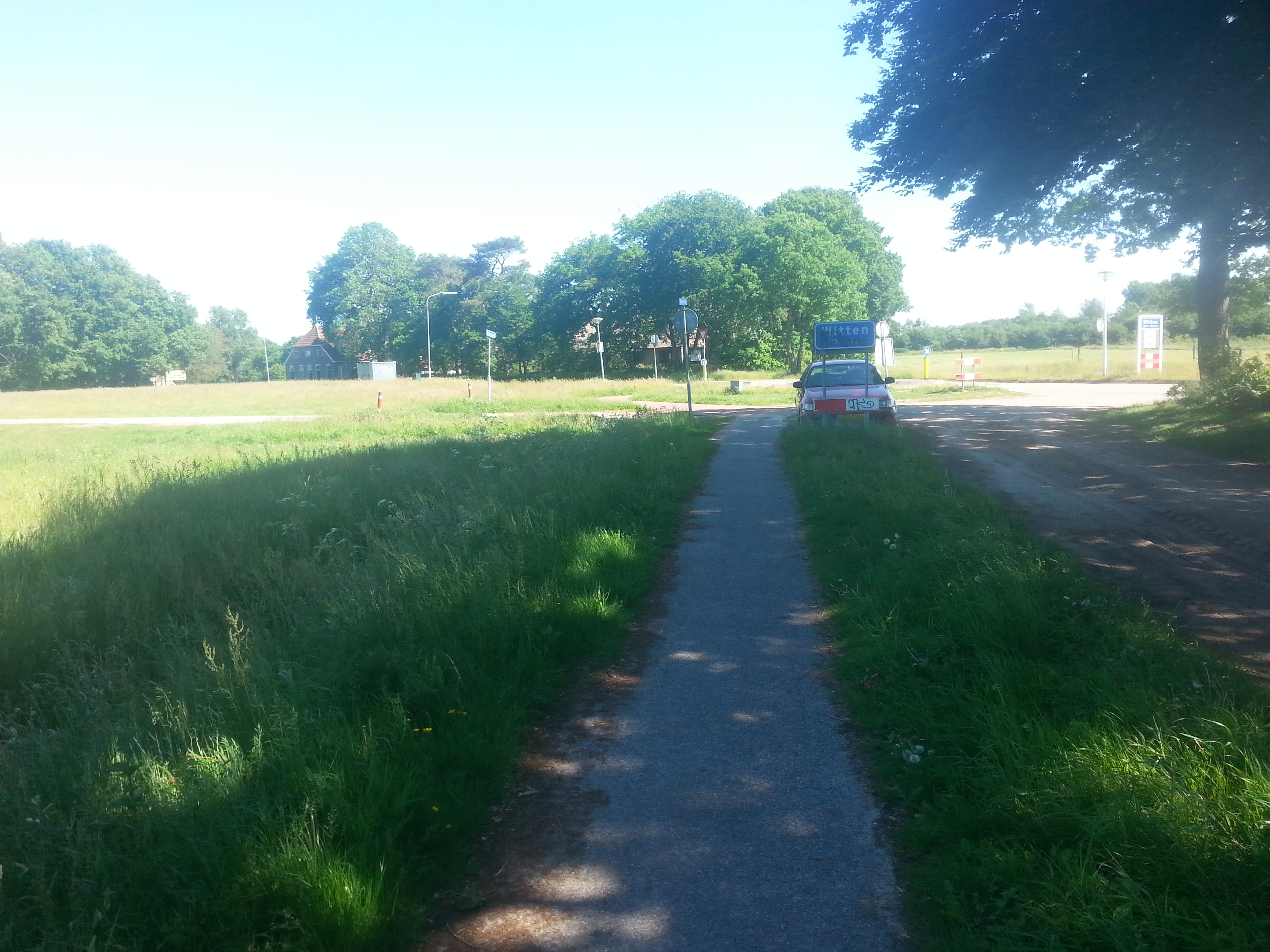
В'їзд до селища